# Folk Singer
| 전문가 평가                   | 전문가 평가 |
| 평가 점수                     | 평가 점수   |
| 출처                          | 점수        |
| ----------------------------- | ----------- |
| AllMusic                      | [ 2 ]       |
| Down Beat                     | [ 3 ]       |
| Encyclopedia of Popular Music | [ 4 ]       |
| MusicHound Blues              | 3.5/5       |
| Q                             | [ 5 ]       |
| The Rolling Stone Album Guide | [ 4 ]       |

《Folk Singer》는 미국의 블루스 음악가 머디 워터스가 1964년 1월 30일에 체스 레코드에서 발매한 네 번째 스튜디오 음반이다. 이 음반에는 워터스가 어쿠스틱 기타에, 윌리 딕슨이 콘트라베이스를, 클리프턴 제임스가 드럼을, 버디 가이가 어쿠스틱 기타에 참여한다. 이 음반은 워터스의 유일한 전체 어쿠스틱 음반이다. 《Folk Singer》의 수많은 재발매에는 1964년 4월과 1964년 10월 두 번의 후속 세션에서 나온 보너스 트랙이 포함되어 있다.
어느 나라에서도 도표를 작성하지 않았음에도 불구하고 《Folk Singer》는 비평가들의 호평을 받았다. 대부분의 평론가들은 악기와 함께 특히 리마스터된 버전에서 그것의 고품질의 소리를 칭찬했다. 2003년에는 《롤링 스톤》이 선정한 역사상 가장 위대한 음반 500장 순위에서 280위에 올랐다.

## 배경
뉴포트 재즈 페스티벌에서 그의 성공적인 공연과 미국 투어가 끝난 후, 체스 레코드는 워터스가 새로운 스튜디오 음반을 위해 노래를 녹음하도록 격려했다. 녹음 전에 몇몇 음악가들이 워터스 밴드를 떠났고, 다른 음악가들은 워터스 팀에 합류했다. 뉴포트에서 뛰었던 앤드류 스티븐스는 그 후 여러 베이시스트로 교체되었다. 드러머 프랜시스 클레이는 머디 워터스 주니어 밴드에서 활약한 윌리 "빅 아이즈" 스미스로 대체되었다. 팻 헤어는 아내를 살해한 죄로 종신형을 선고받았다(교도소에 있는 동안, 그는 사운드 인카서레이티드라는 밴드를 결성했다). 헤어는 왼손잡이 기타를 연주한 제임스 "피 위" 매디슨 등 기타리스트들이 줄줄이 교체되었다. 매디슨은 새미 로혼이 그랬던 것처럼 몇 곡의 보너스 트랙에서 기타를 연주했다. 로혼은 기면증(엘빈 비숍은 로혼의 졸음이 알코올 중독 때문이라고 믿으며 이를 부인했다)으로 고생한 것으로 알려져 있다. 1963년 체스가 발표한 《Blues from Big Bill's Copacabana》에 워터스와 함께 녹음한 일렉트릭 기타리스트 버디 가이가 채용되었다. 가이드는 루이지애나주에서 시카고에 도착한 직후 워터스에게 발견되었다.

## 녹음
《Folk Singer》는 "언플러그드" 녹음으로, 일렉트릭 블루스 사운드를 특징으로 한 이전 음반들과는 다르다. 이 음반의 제목은 포크 음악이 유행하던 시기에 녹음되었기 때문에 체스 레코드가 선정한 것이다. 포크 팬들에게 어필하기 위해 체스는 두 명의 어쿠스틱 기타리스트와 함께 더 많은 어쿠스틱 음반을 녹음했다. 버디 가이는 두 번째 기타리스트로 고용되었다. 다른 기타 연주자들은 보너스 트랙에서 연주를 했다. 가이는 워터스와의 마지막 곡인 〈Feel Like Going Home〉을 제외한 모든 독창적인 곡을 연주했다.
이 녹음은 1963년 9월 시카고의 텔 마 레코딩 스튜디오에서 이루어졌으며 윌리 딕슨이 프로듀싱을 하였다. 오리지널 바이닐 발매물에는 9곡이 수록되어 있는데, 업템포 〈Good Morning Little Schoolgirl〉을 제외하고는 대부분 느린 템포로 연주된다. 녹음을 하는 동안 워터스는 콧노래와 한숨으로 자신의 노래를 강조했다.

## 곡 목록
| #  | 제목                               | 작사·작곡              | 재생 시간 |
| -- | ---------------------------------- | ---------------------- | --------- |
| 1. | 〈My Home Is in the Delta〉        | 머디 워터스            | 3:58      |
| 2. | 〈Long Distance〉                  | 워터스                 | 3:30      |
| 3. | 〈My Captain〉                     | 윌리 딕슨              | 5:10      |
| 4. | 〈Good Morning Little Schoolgirl〉 | 소니 보이 윌리엄슨 1세 | 3:12      |
| 5. | 〈You Gonna Need My Help〉         | 워터스                 | 3:09      |
| 6. | 〈Cold Weather Blues〉             | 워터스                 | 4:40      |
| 7. | 〈Big Leg Woman〉                  | 조니 템플              | 3:25      |
| 8. | 〈Country Boy〉                    | 워터스                 | 3:26      |
| 9. | 〈Feel Like Going Home〉           | 워터스                 | 3:52      |